# Hách Liên Xương
Hách Liên Xương (tiếng Trung: 赫連昌; bính âm: Hèlián Chāng) (?-434), tên tự Hoàn Quốc (還國), tên khác là Hách Liên Chiết (赫連折), là một hoàng đế của nước Hạ vào thời Ngũ Hồ thập lục quốc. Ông là người kế vị và là một hoàng tử của hoàng đế khai quốc Hách Liên Bột Bột. Sau khi cha ông qua đời năm 425, ông đã cố mở rộng lãnh thổ của Hạ hơn nữa, song ngay sau đó quốc gia của ông bắt đầu sụp đổ trong tình cảnh phải chịu áp lực từ kình địch Bắc Ngụy. Năm 427, kinh thành Thống Vạn rơi vào tay quân Bắc Ngụy, và đến năm 428 thì ông cũng bị bắt. Thái Vũ Đế Thác Bạt Đảo của Bắc Ngụy không giết ông mà đối đãi với ông như bạn bè, gả một em gái cho ông và phong cho ông là Hội Kê công và sau đó là Tần vương. Năm 434, sau khi em trai và người kế vị của ông là Hách Liên Định bị bắt và giết chết, ông đã cố gắng trốn thoát và bị giết.

## Dưới thời Hách Liên Bột Bột
Năm 414, khi Thiên vương Hách Liên Bột Bột lập Hách Liên Khôi làm thái tử và phong tước công cho ông cùng các huynh đệ khác, Hách Liên Xương được phong làm Thái Nguyên công.
Năm 416, sau khi Hách Liên Bột Bột chiếm được thành Âm Mật của Hậu Tần, ông ta bổ nhiệm Hách Liên Xương là Sử trì tiết, Tiền tướng quân, thứ sử Ung châu và cử đến trấn thủ Âm Mật.
Năm Nghĩa Hy thứ 13 (417), sau khi tướng Lưu Dụ của Đông Tấn chiếm được kinh thành Trường An của Hậu Tần và tiêu diệt nước Hậu Tần, người này để Trường An và vùng Quan Trung vào tay người con trai Lưu Nghĩa Chân mới hơn mười tuổi cũng một vài tướng khác. Hách Liên Bột Bột vì thế cố gắng chinh phục Trường An, lệnh cho Hách Liên Khôi, Hách Liên Xương, và một tham quân chủ chốt tên là Vương Mại Đức (王買德) chỉ huy đội quân. Hách Liên Xương đóng quân ở Đồng Quan, nhằm khiến quân Đông Tấn không thể chạy thoát. Năm sau, quân Hạ nghiền nát quân của Lưu Nghĩa Chân khi đội quân này rút khỏi Trường An, bắt sống hoặc giết chết hầu hết đội quân của Lưu Nghĩa Chân. Người kế nhiệm của Lưu Nghĩa Chân là tướng Chu Linh Thạch thì bị dân chúng Trường An trục xuất và phải chạy tới Tào Công lũy, tại đây, Hách Liên Xương bao vây ông ta cùng với anh em của người này là Chu Siêu Thạch bằng cách cắt nguồn cung cấp nước, và sau đó tấn công thành, bắt và giết chết anh em họ Chu.
Năm 424, Hách Liệt Bột Bột quyết định phế truất thái tử Hách Liên Khôi và lập một hoàng tử tên là Hách Liên Luân, em của Hách Liên Xương, làm thái tử. Khi biết tin, Hách Liên Khôi đã dẫn quân từ Trường An đi lên phía bắc và tấn công Hách Liên Luân. Quân hai bên giao chiến tại Cao Bình, kết quả Hách Liên Khôi đánh bại và giết chết Hách Liên Luân. Tuy nhiên, Hách Liên Xương sau đem kị binh tập kích giết chết Hách Liên Khôi, đoạt lấy binh lính của người này và dẫn quân trở về kinh thành Thống Vạn. Hách Liên Bột Bột rất hài lòng và lập Hách Liên Xương làm thái tử.
Tháng 8 năm 425, Hách Liên Bột Bột qua đời, Thái tử Hách Liên Xương lên ngôi hoàng đế.

## Trị vì
Năm 426, vua Khất Phục Sí Bàn của nước Tây Tần tấn công Bắc Lương, vua Bắc Lương là Thư Cừ Mông Tốn sai sứ giả đến thuyết phục Hách Liên Xương tập kích kinh thành Phu Hãn của Tây Tần. Hách Liên Xương sai Chinh Nam đại tướng quân Hô Lô Cổ (呼盧古) đem hai vạn kị binh đi đánh Uyển Xuyên và Xa kỵ đại tướng quân Vi Phạt đem ba vạn kỵ binh đi đánh Nam An. Tây Tần giữ được Uyển Xuyên, song Nam An thất thủ. Đến tháng 11 ÂL cùng năm, quân Hạ do Hô Lô Cổ và Vi Phạt chỉ huy tiến công Phu Hãn, buộc vua Tây Tần đương thời là Khất Phục Sí Bàn phải dời đô đến Định Liên. Hô Lô Cổ và Vi Phạt sau đó đã chiếm được một thành quan trọng của Tây Tần là Tây Bình, và khi họ rút lui, quân Tây Tần đã bị giáng cho một đòn lớn.
Tuy nhiên, ngày Mậu Dần (3) tháng 11 cùng năm (17 tháng 12 năm 426), Thái Vũ đế Thác Bạt Đảo của Bắc Ngụy đem hai vạn kị binh băng qua Hoàng Hà đang đóng băng nhằm tập kích Thống Vạn. Vào đông chí (21 tháng 12 năm 426), Hách Liên Xương phương yến quần thần, bỗng thấy quân Hạ đến, trên dưới náo loạn. Hách Liên Xương xuất chiến với quân Bắc Ngụy song thất bại, phải rút vào trong thành. Tuy nhiên, khi Hạ chưa đóng kịp cổng thành, Tam lang Đậu Đại Điền dẫn quân Bắc Ngụy thừa thắng nhập Tây cung và đốt cháy Tây cung, đến khi cung môn đóng thì quân Bắc Ngụy mới rút. Quân Bắc Ngụy cướp phá các vùng xung quanh Thống Vạn rồi lui quân.
Trong khi đó, hai đội quân khác của Bắc Ngụy tấn công hai thành quan trọng khác của Hạ: Tư không Đạt Hề Cân tiến đánh Bồ Phản, và Tống binh tướng quân Chu Kỷ tấn công Thiểm Thành. Chu Kỷ nhanh chóng chiếm được Thiểm Thành và sau đó tiến đến vùng Trường An, song trên đường tiến quân thì bị bệnh mất, và đội quân của người này rút lui. Trong khi đó, khi Đạt Hề Cân tiếp cận Bồ Phản, tướng Hạ trấn thủ Bồ Phản là Đông Bình công Hách Liên Ất Đẩu cử người đưa tin đến Thống Vạn cáo cấp. Tuy nhiên, khi sứ giả đến Thống Vạn,người này thấy quân Bắc Ngụy đang vây thành nên trở về Bồ Phản và báo rằng Thống Vạn thất thủ. Hách Liên Ất Đầu sợ hãi bỏ Bồ Phản và chạy đến Trường An, và sau khi ông ta đến Trường An, ông ta cùng một hoàng đệ của Hách Liên Xương là Hách Liên Trợ Hưng, đang trấn thủ Trường An, bỏ thành và chạy đến An Định, và do vậy Bắc Ngụy đã có thể chiếm được nửa phía nam của Hạ.
Tháng giêng năm 427, Hách Liên Xương đã cử hoàng đệ là Bình Nguyên công Hách Liên Định tiến về phía nam nhằm tái chiếm Trường An. Hách Liên Định lâm vào thế bế tắc với quân của Đạt Hề Cân tại Trường An. Trong khi đó, biết rằng Hách Liên Định đang đánh Trường An, Thái Vũ Đế của Bắc Ngụy cho mở một cuộc tấn công khác vào Thống Vạn. Đương thời, Hách Liên Xương ban đầu muốn triệu hồi Hách Liên Định từ Trường An về kinh thành; tuy vậy, Hách Liên Định lại khuyên ông hãy bảo vệ Thống Vạn an toàn trước quân Bắc Ngụy, và sau khi chiếm được Trường An thì sẽ trở về và tấn công quân Bắc Ngụy từ cả trong lẫn ngoài. Hách Liên Xương chấp thuận và kiên thủ.
Tuy nhiên, Hách Liên Xương sau đó nhận được tin sai rằng quân Bắc Ngụy đã cạn lương thảo, sĩ tốt ăn rau cỏ, xe vận chuyển khí tài lương thảo còn ở phía sau, bộ binh chưa đến. Ngày Giáp Thìn (2) tháng 6 (11 tháng 7 năm 427), Hách Liên Xương dẫn ba vạn bộ binh và kị binh ra khỏi thành và tấn công quân Bắc Ngụy. Ban đầu, quân Hạ giành được thắng lợi, và suýt bắt được hoàng đế Bắc Ngụy. Tuy nhiên, quân Bắc Ngụy sau đó đánh bại quân Hạ, giết chết em của Hách Liên Xương là Hách Liên Mãn và con người anh là Hách Liên Mông Tốn (赫連蒙遜). Hách Liên Xương không rút về Thống Vạn, mà lại chạy đến Thượng Khuê. Ngày Ất Tị (3) cùng tháng (12 tháng 7), quân Bắc Ngụy tiến vào Thống Vạn và bắt các vương, công, khanh, tướng, hiệu, cùng hậu phi, tỉ muội, cung nhân của Hách Liên Xương. Hoàng đế Bắc Ngụy nạp ba con gái của Hách Liên Bột Bột làm quý nhân. Khi hay tin Thống Vạn thất thủ, Hách Liên Định từ bỏ chiến dịch chống lại Đạt Hề Cân và đến hội quân cùng Hách Liên Xương tại Thượng Khuê, Đạt Hề Cân đã đuổi theo nhằm tiêu diệt Hạ.
Tháng 2 năm 428, thuộc cấp của Đạt Hề Cân là Bình Bắc tướng quân Uất Trì Quyến (尉遲眷) bao vây Thượng Khuê, Hách Liên Xương rút về đồn Bình Lương. Trong khi đó, quân của Đạt Hề Cân đến, song lại xảy ra dịch bệnh. Hách Liên Xương nắm lấy thời cơ và phản công, quân Bắc Ngụy bại phải rút vào thành An Định. Hách Liên Xương thừa thắng hàng ngày tiến đến chân thành cướp bóc, quân Bắc Ngụy không có cỏ nuôi gia súc, chư tướng lo lắng. Tuy nhiên, thuộc cấp của Đạt Hề Cân là Giám quân thị ngự sử An Hiệt cùng với Uất Trì Quyến, không có sự chấp thuận của Đạt Hề Cân, đã thực hiện một kế hoạch liều lĩnh. Một ngày, khi Hách Liên Xương lại tiến đánh An Định, An Hiệt và Uất Trì Quyến đã dẫn quân ra đánh nhằm bắt ông. Hách Liên Xương định chạy trốn song lại ngã ngựa, và bị An Hiệt bắt giữ. Hách Liên Định rút lui đến Bình Lương và xưng đế.

## Sau khi bị Bắc Ngụy bắt
Ngày Tân Tị tháng 3 (13 tháng 4), Hách Liên Xương bị giải đến kinh đô Bình Thành của Bắc Ngụy. Thay vì giết chết ông, Thái Vũ Đế đã đưa ông đến tây cung cư trú. Ông ta cũng cho Hách Liên Xương danh hiệu tướng quân, lập làm Hội Kê công và gả em gái là Thủy Bình công chúa cho Hách Liên Xương. Thái Vũ Đế thường lệnh cho Hách Liên Xương đi theo trong khi săn bắn hươu. Do Hách Liên Xương vốn có dũng danh, các quan lại Bắc Ngụy thường sợ rằng Hách Liên Xương có thể ám sát hoàng đế, song Thái Vũ Đế vẫn tiếp tục đối xử tốt với Hách Liên Xương.
Năm 429, khi thừa tướng Thôi Hạo đối đầu với hai nhà chiêm tinh là Trương Uyên và Từ Biện (徐辯), hai người này chống lại một chiến dịch chống Nhu Nhiên, Thôi Hạo thì lại ủng hộ. Các nhà chiêm tinh này trước đây phụng sự cho triều đình nước Hạ, họ lập luận rằng những ngôi sao ủng hộ Nhu Nhiên và rằng một chiến dịch sẽ không có hiệu quả. Thôi Hạo cũng là một nhà chiêm tinh, chỉ ra rằng nếu Trương và Từ có thể tiên tri, họ phải cảnh báo cho Hách Liên Xương trước khi Thống Vạn thất thủ; còn nếu như họ không cảnh báo cho Hách Liên Xương thì họ là kẻ bất trung; nếu họ không biết chuyện gì đang diễn ra, họ là kẻ vô thuật. Do Hách Liên Xương đang ở đó, Trương Uyên và Từ Biện biết rằng ông sẽ xác nhận là họ chưa bao giờ thông báo cho ông, do vậy họ hổ thẹn không đối lại.
Ngày Nhâm Dần (16) tháng 3 năm Nguyên Gia thứ 7 (24 tháng 4 năm 430), Thái Vũ Đế phong cho Hách Liên Xương tước hiệu Tần vương. Thái Vũ Đế vẫn tiếp tục tiến công Hách Liên Định, đến tháng 11 ÂL, Thái Vũ Đế lệnh cho Hách Liên Xương chiêu hàng Hách Liên Xã Can để người này dâng Bình Lăng cho Bắc Ngụy; Hách Liên Xã Can ban đầu từ chối, song đã đầu hàng chưa đầy hai tháng sau. Năm sau, Hách Liên Định bị khả hãn Mộ Dung Mộ Khôi của Thổ Dục Hồn đánh chặn và bắt giữ, Hạ diệt vong.
Ngày Giáp Tuất (11) tháng 3 nhuận năm Nguyên Gia thứ 11 (5 tháng 5 năm 434), Hách Liên Xương phản Bắc Ngụy và từ Bình Thành chạy trốn về phía tây. Ngày Bính Tý (13) cùng tháng (7 tháng 5), các tướng Bắc Ngụy ở Hà Tây chặn Hách Liên Xương lại và giết chết ông. Bắc Ngụy sau đó xử tử các em của ông.

## Gia quyến
- Thê thiếp :

1. Hoàng hậu Hách Liên thị (赫连昌) , em gái Hạ Quốc chủ Hách Liên Xương , em gái là Thái Vũ Hoàng hậu của Bắc Ngụy Thái Vũ Đế , phong Hoàng hậu năm Thừa Quang thứ ba (427).
2. Thủy Bình Công chúa (始平公主) , con gái Bắc Ngụy Minh Nguyên Đế.

- Con cái :

1. Hách Liên thị , gả cho đại thần La Đề (罗提).
2. Hách Liên thị , gả cho Trưởng Tôn Hàn (长孙翰).